# Stefano Podestà
Stefano Podestà (ur. 1 sierpnia 1939 w Chiavari) – włoski ekonomista, nauczyciel akademicki i polityk, profesor, parlamentarzysta, w latach 1994–1995 minister szkolnictwa wyższego i nauki.

## Życiorys
Z wykształcenia ekonomista. Studiował na Università degli Studi di Genova, po czym został absolwentem Università degli Studi di Parma. Pracował jako nauczyciel akademicki, m.in. na tej uczelni, na Uniwersytecie Ca’ Foscari w Wenecji i na Uniwersytecie w Mediolanie. Przez większą część kariery naukowej związany z mediolańskim Uniwersytetem Bocconi, gdzie w 1982 uzyskał pełną profesurę. Był m.in. dyrektorem uniwersyteckiego centrum naukowego CERMES (1987–2010) i prorektorem tej uczelni (2001–2008). Został również dyrektorem wydawanego przez uniwersytet periodyku ekonomicznego.
W 1994 z ramienia centroprawicowej koalicji uzyskał mandat posła do Izby Deputowanych XII kadencji, który wykonywał do 1996. Zasiadał we frakcji Forza Italia, którą opuścił w 1995. Od maja 1994 do stycznia 1995 był ministrem szkolnictwa wyższego i nauki w rządzie Silvia Berlusconiego. Zrezygnował później z działalności politycznej.
Odznaczony Orderem Zasługi Republiki Włoskiej I klasy (1996).